# Kalahandi

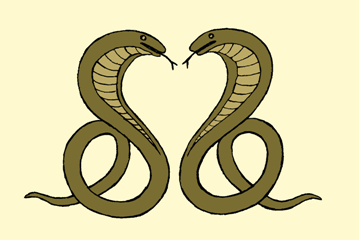
Escut

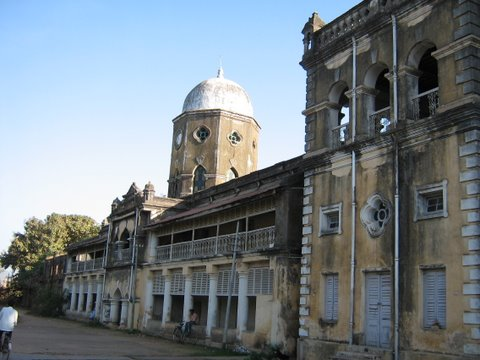
Vista del palau reial a Bhawanipatna.

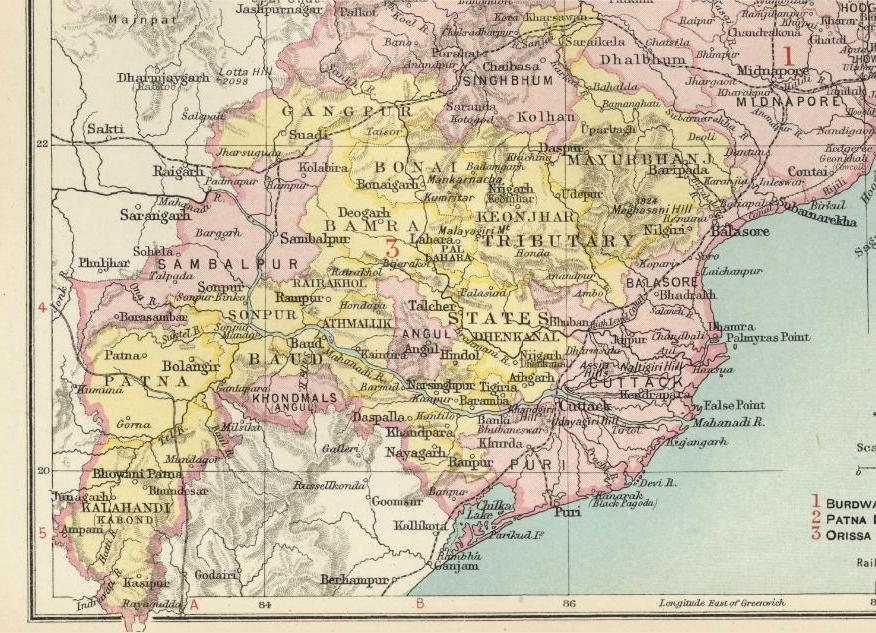
Kalahandi a l'atlas de l'Imperial Gazetteer of India. 1901.

Kalahandi fou un estat tributari protegit també conegut anteriorment com a Karond, al modern estat d'Orissa.
Limitava al nord amb l'estat de Patna, al nord-oest amb el districte de Raipur; i a l'est, sud-est i sud-oest amb el principat de Jaipur (zamindari) dins el districte de Vizagapatam. La superfície era de 9.699 km² i la capital era Bhawanipatna, poble amb 4.400 habitants a 225 km de Sambalpur i 210 de Chicacole. Una part de l'estat està cobert per derivacions dels Ghats Orientals, amb altures a l'entorn dels 1200 metres; al nord de les muntanyes la terra era oberta i plana estant regada pel Tel i el seu afluent el Hatti, i al sud hi havia el riu Indravati.
La població el 1901 era de 350.529 habitants repartits en 2.198 pobles; el 81% de la població parlava oriya i el 15% khondi; els khonds eren 103.000 (29%). El 1931 la població era de 513.716 habitants.
Al sud-est hi havia un territori no demarcat que corresponia a sis zamindaris menors (dos de les famílies estaven emparentades amb la família principal) i una zona muntanyosa anomenada Dongurla, habitada per khonds.

## Història
La família governant eren nagvansi rajputs, que estarien connectats amb els rages satrangarh de Chota Nagpur. L'estat hauria existit des d'un període força reculat (vers el segle XI) sense estar subjecte a cap sobirania definida encara que segurament més d'una vegada degué haver de pagar tribut. Finalment els marathes li van imposar la seva supremacia al segle XVIII. Va passar als britànics i el 1878 Udit Pratap Deo va obtenir salutació hereditària de 9 canonades; a la seva mort el 1881, els tribals khonds estaven descontents perquè el raja havia encoratjat l'emigració de membres de la casta kolta (que eren excel·lents pagesos) i havien adquirit moltes terres expulsant a caps de poble i terratinents khonds de diversos llocs; encara que el nou raja va eliminar les causes de les queixes, es van produir alguns saquejos i un oficial britànic va haver d'anar a Kalahandi per fer una investigació i finalment va imposar un acord que es va demostrar satisfactori de moment però que no van resoldre definitivament el problema; el maig de 1822 els khonds es van revoltar i van matar almenys a 80 membres de la casta kolta i 300 més van quedar assetjats al poble de Norla; va arribar u cos de policia i va dispersar als khonds i la revolta fou aviat suprimida; set rebels foren arrestats, jutjats i penjats. Novament es va compensar als khonds per les seves justes queixes i va retornar la tranquil·litat. El 1894 va arribar a la majoria i va assolir el govern Raghu Kishor Deo, però fou assassinat el 1897 per un servidor deixant un fill de poc més d'un any, Brij Mohan Deo, i l'agent polític (dependent del comissionat d'Orissa) va agafar el govern durant la minoria.

## Bandera
Era rectangular de tres franges horitzontals: vermell a la part superior; groc al centre, i blanc a la inferior.

## Llista de rages
- 1. Raja RAGHUNATH SAI 1005-1040
- 2. Raja PRATAPNARAYAN DEO I 1040-1072
- 3. Raja BIRABAR DEO 1072-1108
- 4. Raja JUGASAI DEO I 1108-1142
- 5. Raja UDENARAYAN DEO 1142-1173
- 6. Raja HARICHANDRA DEO 1173-1201
- 7. Raja RAMACHANDRA DEO 1201-1234
- 8. Raja GOPINATH DEO 1234-1271
- 9. Raja BALABHADRA DEO 1271-1306
- 10. Raja RAGHURAJ DEO 1306-1337
- 11. Raja RAISINGH DEO I 1337-1366
- 12. Raja HARIA DEO 1366-1400
- 13. Raja JUGASAI DEO II 1400-1436
- 14. Raja PRATAPNARAYAN DEO II 1436-1468
- 15. Raja HARIRUDRA DEO 1468-1496
- 16. Raja ANKU DEO 1496-1528
- 17. Raja PRATAP DEO 1528-1564
- 18. Raja RAGHUNATH DEO 1564-1594
- 19. Raja BISWAMBHAR DEO 1594-1627
- 20. Raja RAISINGH DEO II 1627-1658
- 21. Raja DUSMANT DEO 1658-1693
- 22. Raja JUGASAI DEO III 1693-1721
- 23. Raja KHADAG RAI DEO 1721-1747
- 24. Raja RAISINGH DEO III 1747-1771
- 25. Raja PURUSOTTAM DEO 1771-1796
- 26. Raja JUGASAI DEO IV 1796-1831
- 27. Raja FATEH NARAYAN DEO 1831-1853
- 28. Raja Bahadur UDIT PRATAP DEO 1853-1881
- 29. Raja Bahadur RAGHU KESARI DEO 1881-1897 (+ 20 d'octubre de 1897)
- 30. Maharaja BRIJ MOHAN DEO 1897-1939 (nascut 14 de maig de 1896, + 19 de setembre de 1939)
- 31. Maharaja PRATAP KESARI DEO 1939-1949 (+ 2001)